# 阿姆尔·扎基
阿姆尔·哈桑·扎基（阿拉伯语：عمرو حسن زكى 英語：，有時稱為Zaky，1983年4月1日—）出生於埃及代蓋赫利耶省首府曼蘇拉（Mansoura），是一名職業足球運動員。現時效力埃及足球超級聯賽球隊扎马雷克，曾被分別外借到英超球隊韋根及侯城，扎基同時是埃及國家隊成員之一。

## 生平

### 早年
扎基在家鄉球隊阿曼蘇拉（Al-Mansoura）開始足球事業，於2003/04年球季轉投ENPPI，翌年成為聯賽首席神射手，更協助球隊奪得首項錦標──2005年的埃及杯冠軍；同年亦成為埃及足球超級聯賽亞軍，是球隊歷來的最佳排名。
扎基在2006年非洲國家盃埃及奪冠隊中有極出色的表現，吸引國內外多家球會注意，希望羅致扎基，最終扎基選擇到俄羅斯加盟莫斯科火車頭，據報身價高達200萬美元，是首名登陸俄超的埃及球員。但扎基連一場上陣的機會也沒有，於2006年返回埃及轉投扎马雷克，成為隊中主要入球者。

### 韋根
2008年7月22日韋根借用扎基到JJB球場一年，在季前熱身賽中，扎基的入球協助韋根分別擊敗及。扎基的入球停不了，8月18日聯賽開鑼日對，扎基在下半場開賽後僅兩分鐘，籍著長界外球第一時間抽射掛網，將紀錄追近到1-2；8月30日作客對升班馬，韋根大勝5-0，扎基梅開二度，聯賽開季三場射入三球，成為併列神射手之一。但自12月28日對保頓射入第10個聯賽入球後，扎基失落射門鞋，直到2009年3月22日連續10場聯賽交白卷，正選席位亦被同胞米度及洛達歷加（Hugo Rodallega）取代。
2009年3月29日扎基在出席世界盃外圍賽對贊比亞後沒有依時歸隊，是其加盟以來的第四次，韋根領隊布魯士對其在球隊的前途表示懷疑，認為他是曾合作過「最不專業」的球員。扎基於4月9日在歸隊限期後48小時才返回韋根報到，並表示已向布魯士道歉，惟仍被球會罰款。

### 侯城
在返回扎马雷克半季後，於冬季轉會窗有3支英超球隊包括史篤城、新特蘭及布力般流浪表示有意引進以增強攻力。扎基於2010年1月重返英格蘭，以外借身份加盟護級球隊侯城直到球季結束。但他重返英超後不能回復上季水準，上陣6場沒有取得入球，於4月23日被侯城新任領隊伊恩·杜尼（Iain Dowie）提前結束借用。

### 國家隊
扎基代表埃及國家隊參加國際賽。2006年非洲國家盃準決賽對塞內加爾，扎基在下半場80分鐘才獲後補代替（Ahmed Hossam Mido）上場，剛入場即頭球頂入成2-1，使主辦國埃及順利晉級決賽。埃及在決賽與科特迪瓦加時後仍是0-0平手，十二碼定勝負，第四輪扎基為埃及射入成3-1，最終埃及以4-2獲勝，奪得第五次非洲國家盃冠軍。
兩年後的2008年非洲國家盃扎基的表現同樣出色，在分組賽對贊比亞時射入一球，在八強對安哥拉時再入一球以2-1淘汰對手晉級四強。準決賽對科特迪瓦，扎基梅開二度協助埃及勝4-1再次晉身決賽。決賽埃及1-0擊敗喀麥隆，破紀錄第六次捧走非洲國家盃。扎基獲選入2008年非國盃明星隊正選陣容內，更以4球成為四名非國盃神射手亞軍之一，僅次於5球的。
扎基與一同落選埃及的2010年非洲國家盃決賽週大軍名單。

## 榮譽
ENPPI
- 埃及杯冠軍：2005年；

扎马雷克
- 埃及盃冠軍：2008年；

埃及國家隊
- 非洲國家盃冠軍：2006年、2008年；

## 外部連結
- 個人官網 （页面存档备份，存于）
- 足球数据库：阿姆尔·扎基的球员统计数据
- SoccerEgypt.com：簡介